# Śródmieście (Katovice)

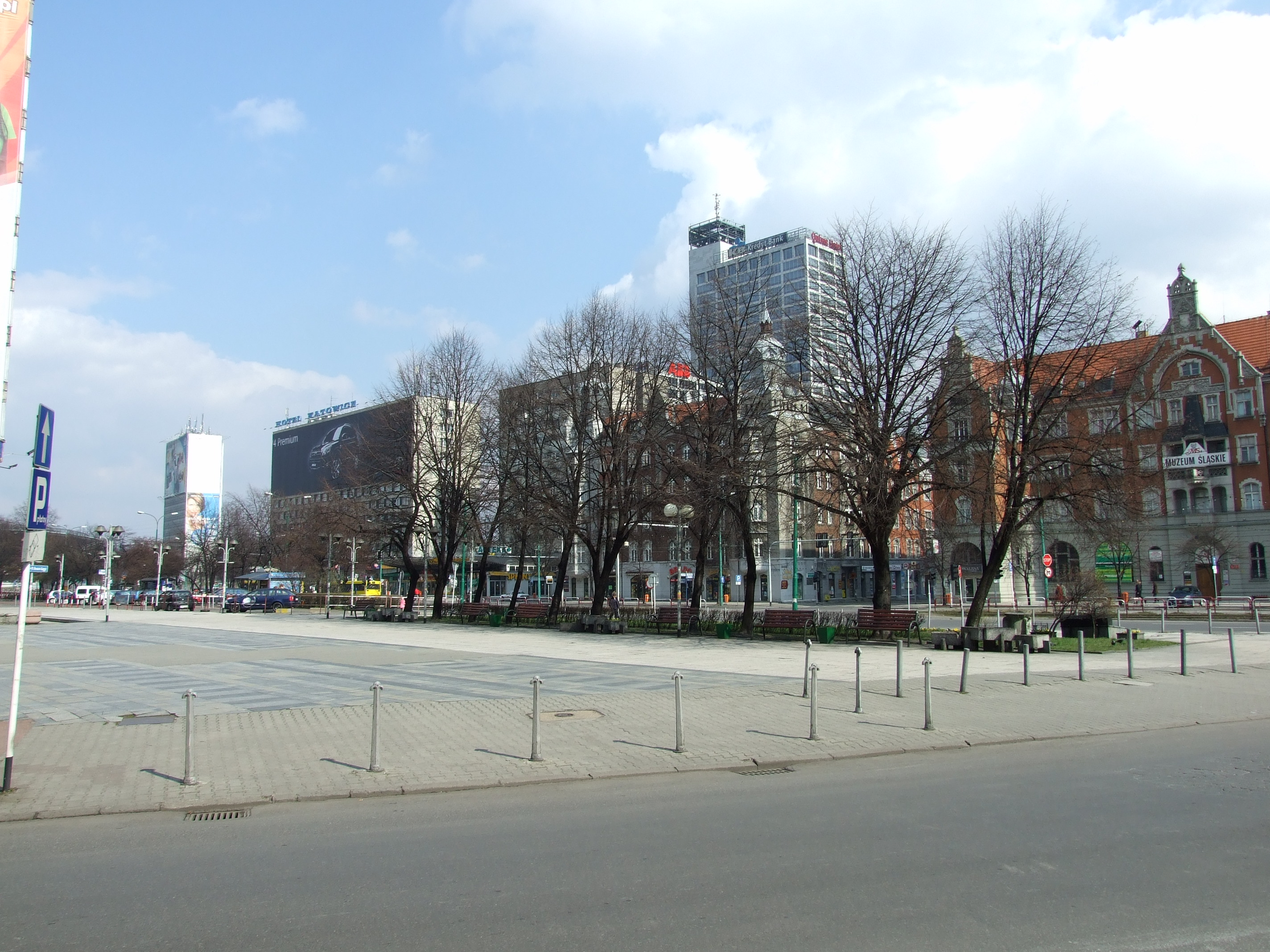
Pohled na ulici v centrální části Katowic

Katowice-Śródmieście představuje centrální část slezského velkoměsta. Na ploše o rozloze pouhých 3,8 km2 tu žije 39 800 obyvatel.
Jedná se o nejvíce urbanizovanou část města Katowic. Ve Středu města se nachází budova slezského Sejmu, muzeum Slezska a slezská knihovna. Dále tu sídlí i mezinárodní společnosti, mezi které ptří například ING či Citibank. Nachází se tu také konzuláty Velké Británie, České republiky, Litvy, Peru a Belgie.
Urbanistický plán, který pochází z 19. století, kdy se město díky těžbě uhlí a průmyslu bouřlivě rozvíjelo, navrhl Němec Wilhelm Grundman. V letech meziválečných pak nastal vzestup modernistické jižní části středu města. Naopak sever se začal rozvíjet v dobách po válce. Zničeno bylo mnoho původních budov, a to i na hlavním náměstí, Rynku. Naopak vznikly výškové stavby, moderní silniční komunikace a kruhové objezdy. Hlavními budovami z této doby, které symbolizují Katowice jsou víceúčelová hala Spodek a Superjednostka.
Část objektů v obvodu Śródmieście je památkově chráněná. I přesto je však stav mnohých budov neutěšený; investic na obnovu se nedostává. Uvažuje se také o zapsání budovy zdejšího nádraží mezi památky.